# Вујадин Секулић
Вујадин Бане Секулић (Сомбор, 1921 — Сомбор, 14. август 1941) био је  студент права и учесник Народноослободилачке борбе. 

## Биографија
Вујадин Бане Секулић потиче из имућне сомборске породице. Био је био студент техничких наука, руководилац Савеза комунистичке омладине Југославије (СКОЈ) за Сомбор и члан Комунистичке партије Југославије, у коју је примљен недељу дана пре него што је ухваћен у пригревачком атару, у акцији паљевине жита 22. јула 1941. године. И поред страховитих мука, којима је био подвргнут, није одао ни једног од саучесника. Стрељан је 14. августа 1941. године у дворишном делу затворске зграде.
Године 1947. новооснованој фабрици металних производа дато је име „Бане Секулић“. Нешто касније, општински одбор СУБНОР-а у Сомбору је поставио спомен-таблу на згради у чијем је дворишту стрељан. У централном градском парку постоји споменик, а једна улица у граду носи његово име.